# Пагани, Гаспар-Мишель
Гаспар Мишель Мари Пагани (12 февраля 1796, Сан-Джорджио — 10 мая 1855, Вубрехтегем) — бельгийский математик, преподаватель и научный писатель итальянского происхождения, член Королевской академии наук и литературы Брюсселя.
В 14-летнем возрасте окончил колледж в Валенце, после чего учился в Туринском университете. В 1816 и 1817 годах получил степени инженера в гражданском и гидравлическом строительстве. Будучи горячим сторонником объединения Италии, был вынужден бежать из страны и попросил убежища в Нидерландах; получив согласие, прибыл в Брюссель в 1822 году (в то время Бельгия являлась составной частью Нидерландов). Уже 28 марта 1825 года стал членом Королевской академии наук и литературы в Брюсселе.
17 января 1826 года был назначен профессором математики в Государственном университете Лёвена, преподавал аналитическую и прикладную алгебру и геометрию. После провозглашения независимости Бельгии был 17 сентября 1832 года назначен профессором в Университете Льежа и 28 ноября 1835 года профессором Католического университета в Лёвене. Во время своей работы в Льеже вёл обширные исследования в области аналитической механики, был первым президентом местного научного общества и его ключевым деятелем. Считается одним из основателей бельгийской математической школы.